# Mathenesserlaan 435-439

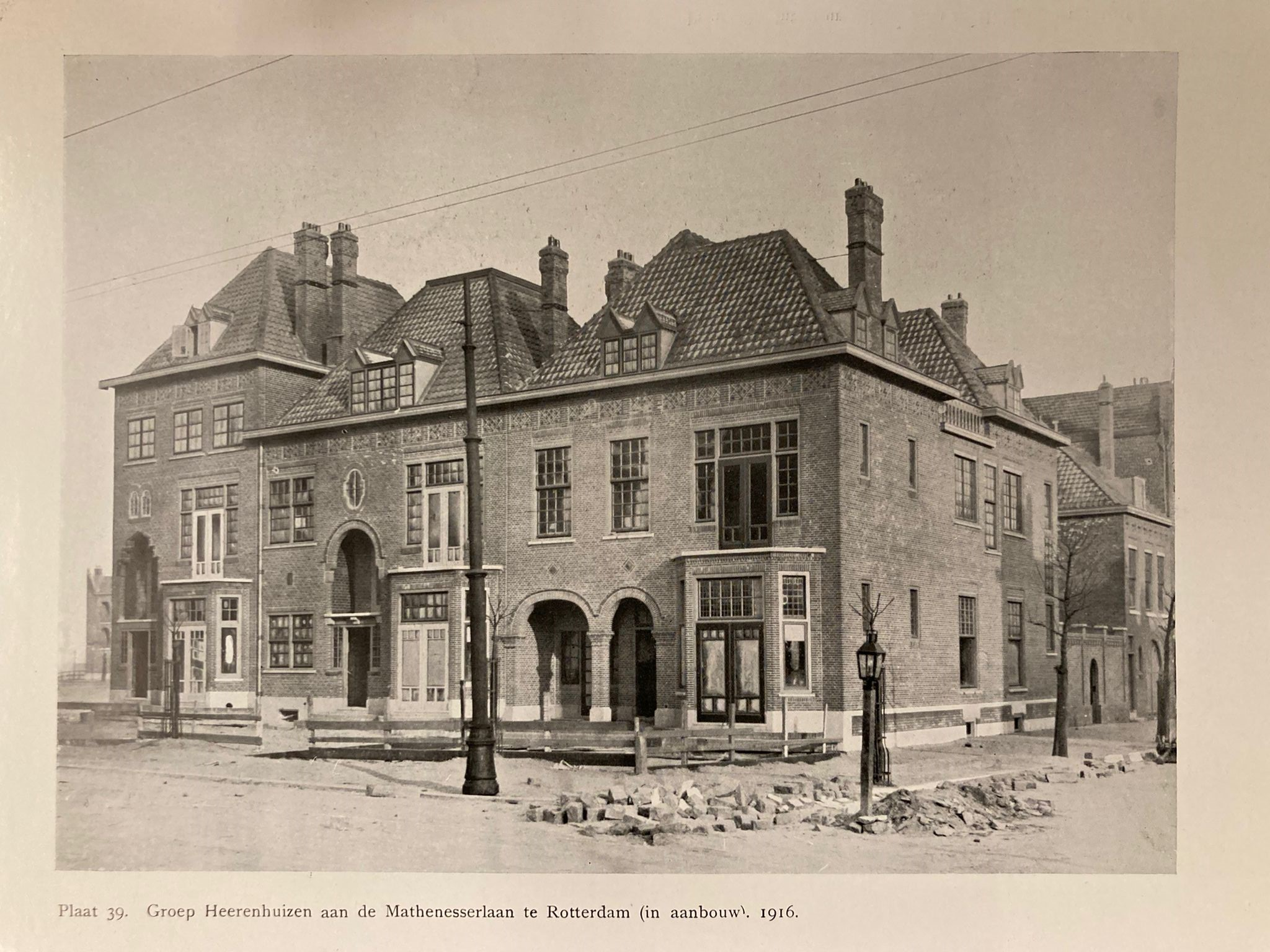
Mathenesserlaan 435-439 in aanbouw circa 1916

Op de Mathenesserlaan 435-439 staat een ensemble van drie stadsvilla's die rond 1916 zijn gebouwd door de Rotterdamse architect Jac. van Gils. 
Het ensemble van drie stadsvilla's is om de volgende redenen van grote waarde:
- de cultuurhistorische waarde als een kenmerkend voorbeeld van  woonhuizen uit 1916 die voor de gegoede burgerij in Rotterdam zijn gebouwd
- de architectuurhistorische waarde door de zorgvuldige vormgeving in de overgangsstijl, de detaillering en de toegepaste materialen in de voorgevel
- de gaafheid en de uniciteit van de detailleringen in het metselwerk
- de stedenbouwkundige waarde als beeldbepalend onderdeel van de gevelwand aan de Mathenesserlaan en de ligging ten opzichte van het openbaar gebied

Het huis met nummer 439 is op 22 februari 2011 tot gemeentelijk monument verklaard door burgemeester Ahmed Aboutaleb.
De drie stadvilla's tezamen maken deel uit van het Rijksbeschermd gezicht Heemraadssingel-Mathenesserlaan.